# František Novotný (konstruktér)
František Novotný (26. listopadu 1896, Stašov – 10. ledna 1946, Praha) byl československý letecký konstruktér.

## Mládí, studia a válka
Ing. Novotný se narodil ve Stašově u Hořovic, v rodině místního učitele Josefa Novotného a jeho manželky Albíny, rozené Knittlové. Svá studia na střední škole dokončil v Praze v roce 1915 a 15. dubna byl aktivován do rakousko-uherské armády. Avšak příliš dlouho v ní nepobyl, neboť již 7. října přešel do ruského zajetí. Zbytek války strávil jako válečný zajatec, ale v roce 1918 pracoval v Izvarinských závodech v Doněcké pánvi. Do Československa se vrátil v roce 1919.

## Profesní život
Pracoval od roku 1919 pro společnost Vojenská továrna na letadla v Letňanech (Letov) a od roku 1929 ve firmě Avia, čerstvě převzaté koncernem Škoda (Avia, akciová společnost pro průmysl letecký, Čakovice).
Po dobrovolném odchodu dvojice konstruktérů Pavla Beneše a Miroslava Hajna do tehdy vzniklého leteckého oddělení Praga v koncernu ČKD se stal, po krátkém působení ing. Adara, hlavním konstruktérem Avie. V této funkci vytrval až do svého náhlého úmrtí v lednu 1946.
Nejznámějším strojem, na jehož vzniku se podílel, je předválečná stíhačka Avia B-534.
V roce 2018 byl navržen do nominace v anketě 100 československých leteckých osobností století, avšak do vybrané "stovky" se nedostal.

## Letadla ing. Novotného
- Avia B-34, B-134, B-234, B-334, B-434, B-534, B-634
- Avia B-35, B-135, Av-135
- Avia B-122, Ba-122, B-222, B-332, B-422
- Avia Av-36 Bojar[8]

Podílel se i na zavádění licenční výroby letounů v Avii Fokker.VII, Avia F-VIIb-3m a Avia F-IX (Avia F-39).